# جسر ساباط
جسر ساباط أو قنطرة ساباط،: جسر يقع على نهر الملك، وساباط بلدة من أرض العراق قرب المدائن، ومن ضواحيها مظلم ساباط، وتقع قرية ساباط على نهر الملك. وجاء ذكر جسر ساباط في حوادث سنة 43ه‍، في تاريخ الطبري وما جرى بين المستورد بن علفة ومعقل بن قيس وأبو الرواغ، عندما مضى المستورد باصحابه وعبر دجلة إلى بهرسير، وتبعهم أبو الرواغ حتى نزل بهم إلى ساباط، فقال المستورد: هؤلاء حماة معقل وفرسانه ولو علمت أني أسبقهم إليه بساعة لسرت إليهم فواقعته، ثم ركب بأصحابه حتى انتهى إلى جسر ساباط، وهو جسر نهر الملك فقطعه.